# Vladimir Tatarčuk
Vladimir Josifovič Tatarčuk (rusky Владимир Иосифович Татарчук; * 25. dubna 1966) je bývalý ruský fotbalový záložník a reprezentant SSSR a Ruska. Později se stal fotbalovým trenérem.
Byla mu diagnostikována rakovina.

## Fotbalová kariéra
Hrál za FK Karpaty Lvov, Dynamo Kyjev, PFC CSKA Moskva, SK Slavia Praha, Al Ittihad, FK Tjumen, FK Lokomotiv Nižnyj Novgorod, PFK Sokol Saratov, Metallurg Krasnojarsk a FK Liepājas Metalurgs. V evropských pohárech nastoupil v 6 utkáních a dal 1 gól. Vítěz olympijských her 1988 v Soulu. S CSKA Moskva získal mistrovský titul.

## Ligová bilance
| Ročník                                   | Zápasy | Góly | Klub                         |
| ---------------------------------------- | ------ | ---- | ---------------------------- |
| Vyšší liga SSSR 1987                     | 27     | 6    | CSKA Moskva                  |
| Vyšší liga SSSR 1990                     | 21     | 3    | CSKA Moskva                  |
| Vyšší liga SSSR 1991                     | 29     | 5    | CSKA Moskva                  |
| 1. československá fotbalová liga 1991/92 | 11     | 1    | SK Slavia Praha              |
| 1. československá fotbalová liga 1992/93 | 21     | 5    | SK Slavia Praha              |
| 1. česká fotbalová liga 1993/94          | 15     | 2    | SK Slavia Praha              |
| Ruská Premier Liga 1994                  | 8      | 0    | CSKA Moskva                  |
| Katarská liga 1995                       | -      | -    | Al-Ittihád                   |
| Ruská Premier Liga 1997                  | 20     | 0    | FK Tjumen                    |
| Ruská Premier Liga 1999                  | 19     | 1    | FK Lokomotiv Nižnyj Novgorod |
| Virslīga 2001                            | 19     | 2    | FK Liepājas Metalurgs        |
| CELKEM                                   | -      | -    |                              |